# Загаце (Малопольское воеводство)
Зага́це (пол. Zagacie) — село в Польше в сельской гмине Чернихув Краковского повета Малопольского воеводства.

## География
Село располагается на берегу реки Страха в 3 км от административного центра гмины села Чернихув и в 19 км от административного центра воеводства города Краков. Через село проходит районная дорога K2183 Чернихув-Лишки, которая соединяется к государственной дорогой № 780. Связь с Краковом осуществляется проходящим автобусом № 229 на линии Краков-Сальватор — Камень.
Село состоит из частей, которые имеют собственные названия: Банды, Гжесяки, Куче, Очкосе, Подскале, Псе-Конты, Талахы и Выйжал.
В 1975—1998 годах село входило в состав Краковского воеводства.

## Население
По состоянию на 2013 год в селе проживало 797 человек.
| 2010 | 2013 |
| ---- | ---- |
| 766  | 797  |

| Перепись  | Всего   | Всего | Женщины | Женщины | Мужчины | Мужчины |
| --------- | ------- | ----- | ------- | ------- | ------- | ------- |
| Единицы   | человек | %     | человек | %       | человек | %       |
| Население | 797     | 100   | 411     |         | 386     |         |

## Социальная структура
В селе действует начальная школа имени Станислава Костки.